# István Varga (bokser)
István Varga – węgierski bokser, srebrny medalista Mistrzostw Europy z roku 1934.

## Kariera
W kwietniu 1934 zdobył srebrny medal na Mistrzostwach Europy, w kategorii półśredniej. W ćwierćfinale turnieju pokonał na punkty Estończyka Leopolda Nielendera. W półfinale pokonał przez nokaut w pierwszej rundzie Austriaka. W walce finałowej przegrał na punkty z Davidem McCleavem.